# Nasser Sharifi
Nasser Sharifi (pers. ناصر شریفی; ur. 4 lipca 1921) – irański strzelec, olimpijczyk. 
Na Letnich Igrzyskach Olimpijskich 1964 w Tokio, startował w jednej konkurencji, w której zajął ostatnie, 53. miejsce.

## Wyniki olimpijskie
| Igrzyska | Konkurencja                               | Wynik | Miejsce | Źródło |
| -------- | ----------------------------------------- | --- | ------- | ------ |
| IO 1964  | Karabin małokalibrowy, trzy postawy, 50 m | Leżąc - 376 pkt. (92-93-98-93) Klęcząc - 317 pkt. (76-81-82-78) Stojąc - 325 pkt. (76-82-87-80) Łącznie - 1018 pkt. | 53.     | [ 1 ]  |